# Torii Kiyomasu II.

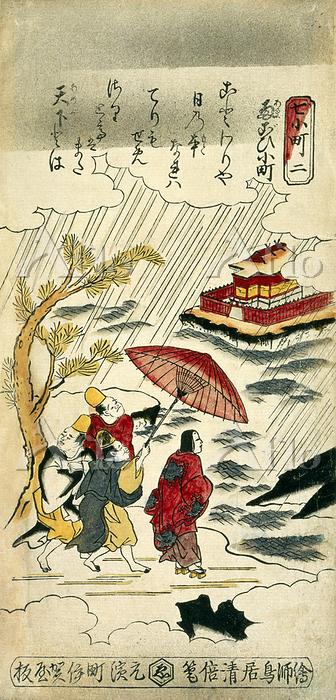
Das Zweite der „Sieben Komachi“

Torii Kiyomasu II. (japanisch 鳥居 清倍 (2代目); geboren 1706; gestorben 6. Dezember 1763 in Edo) war ein japanischer Maler im Stil des Ukiyo-e.

## Leben und Wirken
Torii Kiyomasu II., gewöhnlich wurde er einfach Hanzaburō (半三郎) genannt, war ein Adoptivsohn des Torii Kiyomasu I. Es gibt aber auch die Vermutung, dass er dessen Schwiegersohn war. In jedem Fall war er  das zweite Oberhaupt der Torii-Schule. Er begann in der Mitte der 1720er Jahre Bücher in Zusammenarbeit mit Torii Kiyonobu II. zu bebildern. Seine große Produktivität umfasst Schauspielerbilder und Schönheiten, die zur Spezialität der Torii-Schule geworden sind. Es existieren Bilder von Schauspielern aus jeder Druckperiode, vom einfach „Tan-e“ (単絵) über schwarzrote „Beni-e“ (紅絵), bis zu farblich abgestuften „Beni-suri-e“ (紅摺絵sind). Er arbeitet auch an Ukie (浮き絵) und ist bekannt für die Serie „Acht Ansichten von Ōmi“ (近江八景, Ōmi hakkei). In seinen späteren Jahren zeichnete er auch Illustrationen für „Kusazōshi“.
Einige Experten sind der Meinung, dass Kiyomasu II. und Kiyonobu II. dieselbe Person ist, aber diese Theorie stimmt nicht mit den genealogischen oder künstlerischen Tatsachen überein.
Toriis Grab befindet sich auf dem Friedhof Somei im Bezirk Toshima, Tokio.

## Bilder

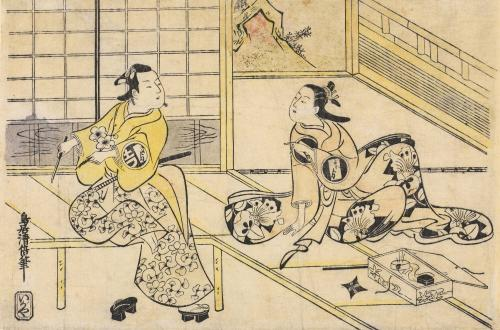
Szene im Innenraum
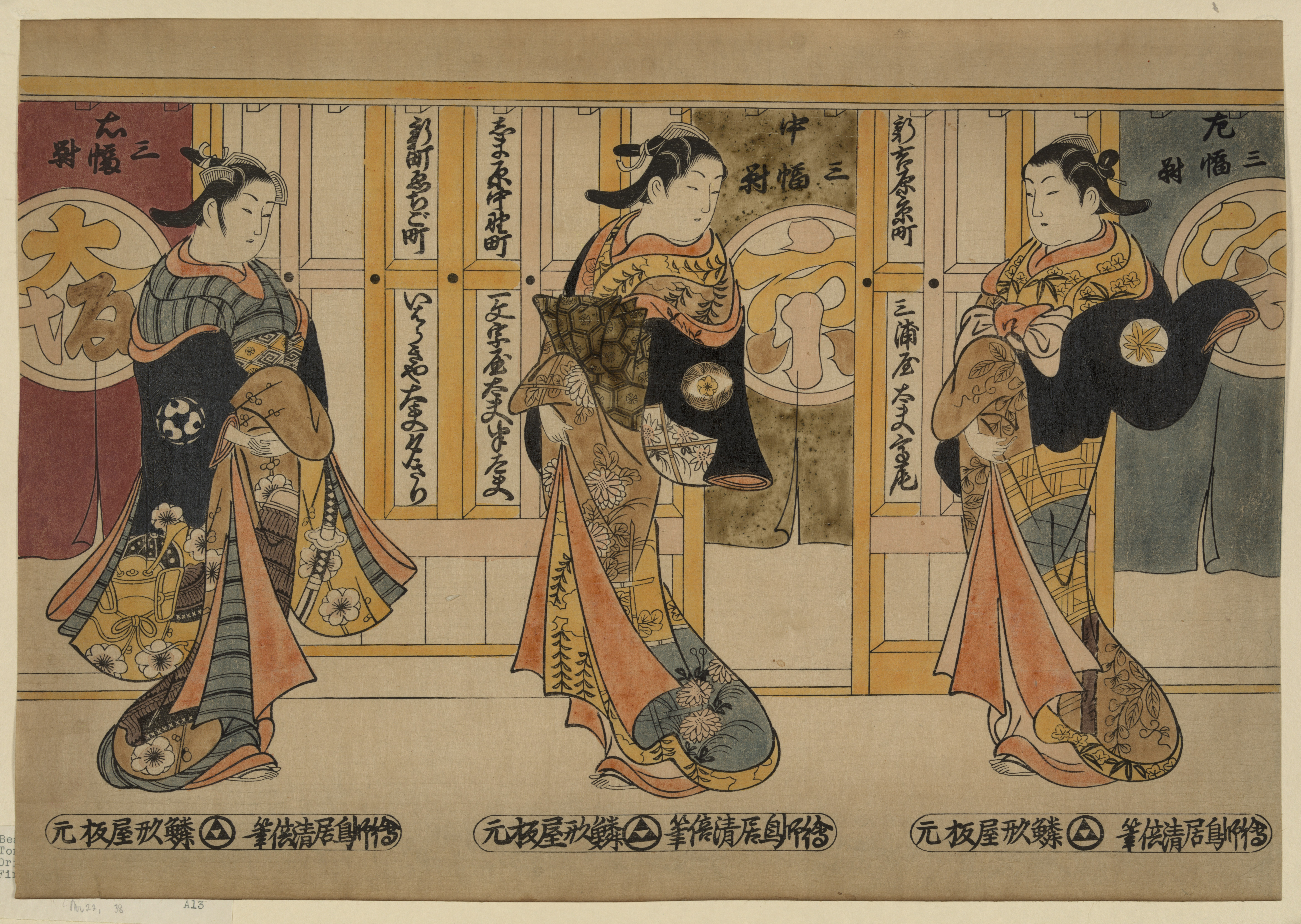
„Schönheiten der drei Hauptstädte“ (Ōsaka, Kyōto, Edo)